# Trampas en videojuegos

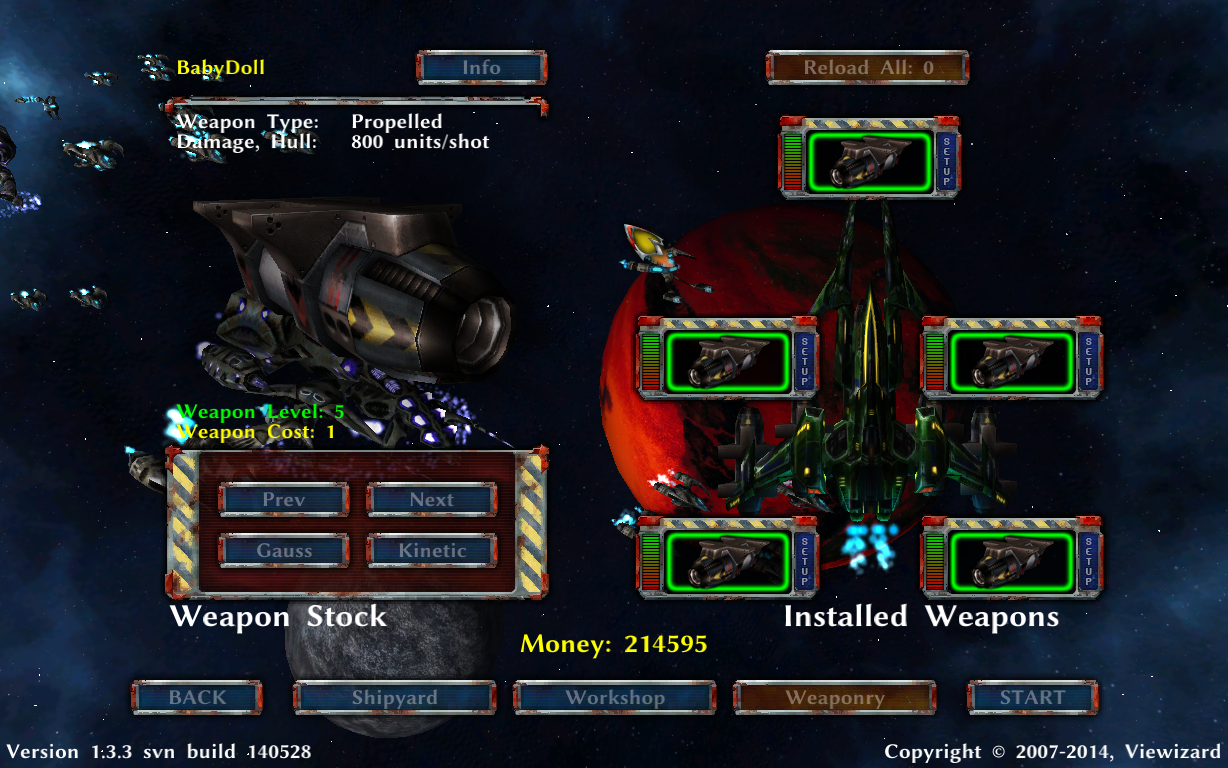
Ejemplo de trampa en videojuego.

Las trampas en videojuegos ("cheats" en inglés) son métodos que utilizan los jugadores de videojuegos para crear u obtener una ventaja sobre el resto en un videojuego. Los mecanismos para obtener dichas ventajas pueden ser mediante la intervención del juego o a través de hardware especializado. Producen que los demás jugadores se encuentren en desventaja por su utilización.
Debido a que su uso produce un desbalance entre los jugadores, los cheats son catalogados negativamente, especialmente en las partidas en línea, donde la detección del uso de este tipo de trampas produce que los sospechosos de usar estas ventajas sean bloqueados o expulsados de partidas y servidores. Las trampas pueden ser aplicadas a los videojuegos, por ejemplo, usando inyección de código en las bibliotecas de enlace dinámico, hook o Ring 0.

## Tipos de cheats
Actualmente existen cheats públicos y privados. El cheat público es para todo aquel que quiera descargarlo, de forma gratuita, o incluso pagarlo como un producto. En los privados es necesario ponerse en contacto o ser invitado y pagar al creador del cheat para poder hacer uso de este, asegurando normalmente mejores prestaciones en el propio cheat o hack y mayor seguridad para su uso ante el resto de los jugadores y cheats públicos o herramientas anti-cheat o anti-hacks. pudiendo a veces evitar la detección de estos incluso en ligas líderes, competencias en línea, partidas normales,copas mundiales o LAN.
Los cheats públicos pueden ser gratuitos o pagos, los cheats públicos pagos normalmente ofrecen más funciones y mejor seguridad contra las herramientas anti-cheat o anti hacks. mientras los gratuitos suelen ser creados con la expectativa de ser detectados y sus funciones menos efectivas.

### Mods
Los mods o modificaciones de videojuegos, son aplicaciones descargables que buscan agregar más opciones al jugador, incluyendo o añadiendo nuevas características a un juego. En ocasiones, sobre todo en los videojuegos más antiguos, estas modificaciones pueden ser utilizadas para tomar ventaja frente a otros jugadores que no las están usando.

### Aimbot
El Aimbot (también conocido como auto-aim o "hacks de aimbot") son un tipo de bot, generalmente diseñados para los videojuegos de disparos, en los que el jugador sea asistido a la hora de apuntar a otros jugadores. De este modo, dispara de manera automática en cuanto un jugador enemigo entra en su campo de visión o cerca de su retícula.
Este tipo de trampas pueden crearse gracias al hecho de que cada jugador recibe información acerca de todos los demás jugadores, independientemente de que estén o no en su campo de visión. Por lo tanto, una vez determinados los métodos por los cuales un motor de videojuegos informa el jugador sobre la posición y movimientos de los demás jugadores, el bot podrá apuntar automáticamente a otros jugadores, sin necesidad de que sean vistos por el jugador (detrás de un muro o demasiado lejos para ser observados). En caso de que un juego permita que las balas atraviesen determinadas superficies infligiendo un daño reducido (por ejemplo, en Battlefield 3 o Call of Duty 4), el código del bot puede ser manipulado para causar el mismo daño independientemente de la superficie que atraviese, amplificando así la ventaja hacia los demás jugadores.
También puede ser programado y configurado de tal forma que los movimientos del Aimbot parezcan reales y legítimos así evitando detecciones.

### Lag artificial
El lag (en español, latencia del host o server), ocurre cuando el flujo de datos entre uno o más jugadores se ralentiza o es interrumpido, causando distorsión en los movimientos y retraso en la recepción de los movimientos de los demás jugadores.  
Utilizando el llamado lag switch o fakelag (en español, interruptor de latencia de host y server), un jugador puede interrumpir el flujo de datos recibido por otros jugadores mientras sigue recibiendo todos los datos necesarios. Este mecanismo puede constar de diversos métodos entre el cliente y el servidor, ya sea usando hardware o software, que ralenticen la comunicación. 
El objetivo es ganar ventaja ralentizado o paralizando a los jugadores, permitiendo al jugador desenvolverse con más facilidad. Desde la perspectiva del oponente, el jugador que está empleando este método podría aparentar no recibir daño, ser invisible, disparar sin exponerse o incluso teletransportarse.

### Wallhacking
Es un cheat o hack cuya función es ofrecer la capacidad, entre otras cosas, de ver a los oponentes a través de las paredes, consiguiendo así anticiparse a sus movimientos y poder disparar antes de que ellos puedan ver al jugador que lo usa. Este tipo de trampa es muy frecuente en juegos como Call of Duty en la plataforma de PC, porque es más difícil detectar al contrario que en muchos otros títulos.

### AntiAim
El AntiAim  (también conocido como "peonza", "spinbot" o "anti hit") es un hack cuya función es ofrecer protección ante disparos de enemigos, su función principal es cubrir la cabeza del usuario usualmente mirando hacia abajo y dando la espalda a su oponente, un cheater es fácilmente reconocido gracias a este hack.
Este tipo de hack fue creado con la intención de conseguir ventaja contra usuarios con trampas, hace que el Aimbot del oponente sea menos preciso o efectivo creando así una ventaja para el usuario del AntiAim. este hack suele utilizarse con diferentes configuraciones y Lag artificial para potenciar su efecto.

### Velocidad
La velocidad permite aumentar la rapidez del jugador, así como de diversos vehículos, motocicletas, bots, helicópteros, aviones, entre otros más. Este concepto se observa con mayor frecuencia en títulos como en GTA 5 y en una amplia variedad de videojuegos, donde los jugadores pueden experimentar la adrenalina de moverse a altas velocidades, ya sea en carreras, misiones o simplemente explorando el vasto mundo del juego.

## Medidas contra loscheats
Los programas anticheats se utilizan en las partidas en línea para detectar a jugadores que estén utilizando algún tipo de trampa. La mayoría de los videojuegos que pueden ser jugados en partidas multijugador incluyen algún anticheat.
En algunos juegos existen anticheats del lado del servidor, es decir el anticheat no se ejecuta en el sistema del usuario, este tipo de anticheats suelen ser menos eficientes ya que detectan las trampas gracias a chequeos de movimiento, reacción, paquetes enviados, peticiones etc.